# Der Große Japaner – Dainipponjin
Der Große Japaner – Dainipponjin (jap. 大日本人) ist eine japanische Monsterhorror-Mockumentary des Comedian und Regisseurs Hitoshi Matsumoto aus dem Jahre 2007. Der Film ist größtenteils im Interviewstil gedreht und stellt auf humoristische Weise das Leben eines fiktiven Super(anti)helden dar.

## Inhalt
Der nahe am Existenzminimum lebende Masaru Daisato hat die Fähigkeit, sich durch Hochspannungsstöße auf das etwa hundertfache seiner Körpergröße zu verwandeln. Diese Fähigkeit nutzt das japanische Verteidigungsministerium aus, um ihn als Waffe gegen riesige Monster einzusetzen, welche sporadisch in den Städten Japans auftauchen. Die Kämpfe werden im Fernsehen gezeigt, wodurch er eine gewisse Bekanntheit erlangt hat. Der Aspekt der Gefahrenabwehr wird von seiner Umwelt jedoch völlig ignoriert – es zählt ausschließlich der als überaus gering eingeschätzte Unterhaltungswert seiner Aktionen gegen die Ungeheuer. So nehmen die Menschen seine Taten jedoch nicht als heldenhaft, sondern als peinliche Belästigung und Ruhestörung wahr.
Im weiteren Verlauf des Films erfährt man viele kleine peinliche Details seines Lebens: Er ist nicht geschieden, lebt aber getrennt von seiner Frau und seiner Tochter. Diese hätte er gern als „Erbin“ seiner Fähigkeiten herangezogen. Dies hält seine Frau für inakzeptabel und stellt gleichzeitig den Grund für die Trennung dar. Er hat zudem eine Managerin, die ihn im Kampf mit auf den Körper gemalten Werbeflächen herumlaufen lässt und ihn um die gesponserten Erträge betrügt.

## Produktion und Veröffentlichung
Der Film wurde von RealProduct und Yoshimoto Kogyo Company produziert, Regie führte Hitoshi Matsumoto. Die Musik wurde von Towa Tei komponiert und für den Schnitt war Soichi Ueno verantwortlich.
Am 2. Juni 2007 kam der Film in die japanischen Kinos. Es folgten Vorführungen in Hongkong, Großbritannien und den USA. Die deutsche Kinopremiere war am 17. Juli 2008. Zudem wurde Dainipponjin in mehreren Ländern auf Filmfestivals aufgeführt.

## Kritiken
77 % der 35 ausgewählten Kritiken auf der Website Rotten Tomatoes sind positiv. Der Konsens der Kritiker wird wie folgt zusammengefasst: „Hitoshi Matsumotos unbeschreiblich seltsames Mockumentary ist unbestreitbar inspiriert.“ (englisch: „Hitoshi Matsumoto's indescribably odd mockumentary is undeniably inspired.“)

„Leider schafft es Matsumoto nicht, die disparaten Teile seines Films zu einem durchgehend vergnüglichen Ganzen zu fügen. Insbesondere die schlechte Verzahnung der realen und der Kampfszenen führt dazu, dass sowohl der satirische wie der spektakuläre Impetus im Laufe des Films etwas verpuffen.“